# Eduardo Capetillo
Eduardo Capetillo (né le 13 avril 1970 à Mexico) est un acteur et un chanteur mexicain.

## Biographie
issu d'une lignée de célèbres toreros. Il participe à la version espagnole théâtrale de Grease, Vaselina. Il participe aux chansons de nombreuses telenovelas. En 1986, Eduardo intègre la formation musicale Timbiriche entre 1985 et 1989. Capetillo est l'époux de l'actrice et chanteuse Bibi Gaytán.

## Filmographie

### Telenovelas
- 2022 : Sous la braise : Ricardo Urzúa
- 2021 : El Muerto De La Boda : Don José Vladimir De La Cuesta / El Muerto De La Boda.
- 2012-2013 : La otra cara del alma :Roberto Monteagudo
- 2010 : Soy tu dueña : Don Horacio Acosta
- 2009-2010 : Pecadora : Don Bruno Alcocer
- 2008 : En nombre del amor : Javier Espinoza de los Monteros
- 2008 : Fuego en la sangre : Pedro Reyes
- 2005-2006 : Peregrina : Rodolfo Alcócer/Aníbal Alcócer
- 2005 : La madrastra : Lionel Ibáñez
- 2004 : Amy, la niña de la mochila azul : Payaso Cuqui/Octavio Betancourt
- 2002-2003 : ¡Vivan los niños! : Emiliano Leal
- 2001 : El secreto (telenovela) : Fernando Salazar
- 1998-1999 : Camila : Miguel Gutiérrez
- 1996 : Canción de amor : Renzo
- 1994 : Marimar : Sergio Santibañez
- 1992 : Baila conmigo : Eddy López
- 1991 : Alcanzar una estrella II : Eduardo Casablanca
- 1990 : Alcanzar una estrella : Eduardo Casablanca
- 1989 : Morir para vivir : Víctor
- 1986 : Martín Garatuza : Román Garatuza

### Cinéma
- 1992 : Más que alcanzar una estrella : Eduardo "Lalo" Martínez "Eduardo Montenegro"
- 1985 : Cementerio del terror : Tony

### Théâtre
- 2011 : Lluvia implacable : Danny
- 2004 : Amor sin barreras : Tony
- 1992 : Baila conmigo : Eddy
- 1984 : Vaselina con Timbiriche : Lalo

## Discographie

### Albums solo
- 2009 : Hecho en Sinaloa
- 2007 : Un vaquero en la ciudad
- 2002 : Eduardo Capetillo
- 1995 : Piel ajena
- 1993 : Aquí estoy
- 1991 : Dame una noche

### Avec Timbiriche
- 1989 : Los Clásicos de Timbiriche
- 1988 : Timbiriche VIII y IX 8,000.000
- 1987 : Timbiriche VII 3,000,000

### Collaborations
- 2003 : Bajo la misma piel
- 1998 : Camila
- 1996 : Canción de amor
- 1992 : Baila conmigo
- 1990 : Alcanzar una estrella